# Sylwia Andruszczak
Sylwia Mariola Andruszczak – polska inżynier, agronom, dr hab. nauk rolniczych, profesor uczelni Katedry Herbologii i Technik Uprawy Roślin, oraz prodziekan Wydziału Agrobioinżynierii Uniwersytetu Przyrodniczego w Lublinie.

## Życiorys
W 2001 ukończyła studia rolnicze na Akademii Rolniczej w Lublinie, 29 marca 2006 obroniła pracę doktorską Wpływ sposobu zakładania plantacji na wzrost, rozwój i plonowanie prawoślazu lekarskiego (Althaea officinalis L.) oraz lubczyku ogrodowego (Levisticum officinale Koch.), 21 listopada 2018 habilitowała się na podstawie pracy zatytułowanej Agrotechniczne uwarunkowania poziomu plonowania i zachwaszczenia łanu ozimych odmian pszenicy orkiszowej (Triticum aestivum ssp spelta L.) oraz ocena wartości technologicznej i odżywczej ziarna.
Awansowała na stanowisko adiunkta w Katedrze Ekologii Rolniczej na Wydziale Agrobioinżynierii Uniwersytetu Przyrodniczego w Lublinie.
Jest profesorem uczelni w Katedrze Herbologii i Technik Uprawy Roślin, a także prodziekanem na Wydziale Agrobioinżynierii Uniwersytetu Przyrodniczego w Lublinie.